# Де ла Вега, Хорхе
Хорхе де ла Вега (исп. Jorge de la Vega; 27 марта 1930[…], Буэнос-Айрес — 26 августа 1971, Буэнос-Айрес) — аргентинский художник-график, певец и композитор.
Изучал архитектуру в Буэнос-Айресе в течение шести лет, однако стал художником-самоучкой. С 1961 по 1965 год был членом художественного движения Новая фигурация. Во время участия в этом движении стал одним из создателей художественной группы Другая фигурация. В последние годы своей художественной карьеры и жизни писал и пел популярные в Аргентине протестные песни, которые выражали его юмористический взгляд на мир.

## Биография
Хорхе де ла Вега родился в Буэнос-Айресе 27 марта 1930 года. Примерно с 1948 по 1952 год он изучал архитектуру в Университете Буэнос-Айреса, прежде чем начать заниматься своей истинной страстью — искусством.
В 1950-х он начал писать как репрезентативные, так и абстрактные геометрические картины. В 1961 году он и три других аргентинских художника создали группу Другая фигурация, в составе которой он работал в 1961—1965 годах. В середине 1960-х годов посетил Европу, где многое почерпал для себя в художественном плане.
Позже отправился в Соединённые Штаты где находился под сильным влиянием поп-арта в Нью-Йорке. Во время своего пребывания в США он также работал в Корнельском университете в качестве приглашенного профессора/ художника. Вернувшись в Аргентину, отказался от изобразительного искусства и провел последние несколько лет своей жизни в качестве популярного певца/автора текстов песен.
Умер в Буэнос-Айресе 26 августа 1971 года.
Помимо музеев в Аргентине его работы хранятся в Художественном музее Феникса, Музее современного искусства в Рио-де-Жанейро, и Художественном музее Америки в Вашингтоне.